# Bolangera sankarani
Bolangera sankarani is een vliesvleugelig insect uit de familie Encyrtidae. De wetenschappelijke naam is voor het eerst geldig gepubliceerd in 1986 door Hayat & Noyes.